# Kurt Ledien
Kurt Ledien (* 5. Juni 1893 in Charlottenburg; † 23. April 1945 in Hamburg-Neuengamme), auch Curt Ledien, war ein deutscher Jurist in Altona und Hamburg. Er wurde in der Zeit des Nationalsozialismus sowohl aus „rassischen Gründen“ wie als Mitglied der Hamburger Weißen Rose verfolgt und am 23. April 1945 im KZ Neuengamme ermordet.

## Leben
Kurt Ledien stammte aus einer Berliner Familie jüdischer Herkunft, die um die Jahrhundertwende nach Altona zog. Er selbst wurde, wie seine Geschwister, christlich getauft, erzogen und konfirmiert, besuchte das Christianeum und machte dort 1912 sein Abitur. Er war Soldat im Ersten Weltkrieg, studierte anschließend Rechtswissenschaft und wurde in Göttingen 1923 promoviert über das Thema: Die rechtliche Natur des Schadensersatzurteils. 1925 heiratete er die Buchhändlerin Martha Liermann und bekam mit ihr zwei Töchter (Ilse * 1926, Ulla * 1929). Die Familie lebte in Othmarschen. Ab 1927 war Kurt Ledien Amtsgerichtsrat am Amtsgericht Altona.
Nach der Machtübernahme durch die Nationalsozialisten wurde Kurt Ledien 1933 zunächst nach Dortmund versetzt, 1934 wurde er auf der Grundlage des Gesetzes zur Wiederherstellung des Berufsbeamtentums zwangsweise in den Ruhestand versetzt. Er kehrte nach Hamburg zurück und fand eine Anstellung in der Rechtsabteilung der Bavaria-St. Pauli-Brauerei. Nachdem er auch diese Tätigkeit nicht mehr ausüben durfte, arbeitete er bei den jüdischen Rechtsanwälten Wilhelm Gutmann und Dr. Samson als Sachbearbeiter in Auswanderungssachen.
Kurt Ledien war wie seine Tochter Ilse mit der Familie Leipelt befreundet. Über Hans Leipelt und seine Mutter Katharina Leipelt kamen beide in Kontakt zu dem Kreis um die später so genannte Weiße Rose Hamburg, einen Zweig der Weißen Rose aus München.
Im September 1943 musste Kurt Ledien sich zur Zwangsarbeit beim Bunkerbau in Berlin einfinden. Dort wurde er Ende November 1943 im Zusammenhang mit der Verhaftungswelle um die Weiße Rose festgenommen und zunächst in der Polizeistation des Jüdischen Krankenhauses in Berlin untergebracht. Am 29. Februar 1944 wurde er nach Hamburg in das Polizeigefängnis Fuhlsbüttel verlegt. Die Ermittlungen gegen ihn führten nicht zur Anklage, stattdessen saß er in Fuhlsbüttel weiterhin in Schutzhaft ein. Er wurde im April 1945 im Zusammenhang mit einem sogenannten Verbrechen der Endphase zusammen mit weiteren 70 Menschen, die hauptsächlich aus dem Widerstand kamen, im KZ Neuengamme ermordet.

## Gedenken

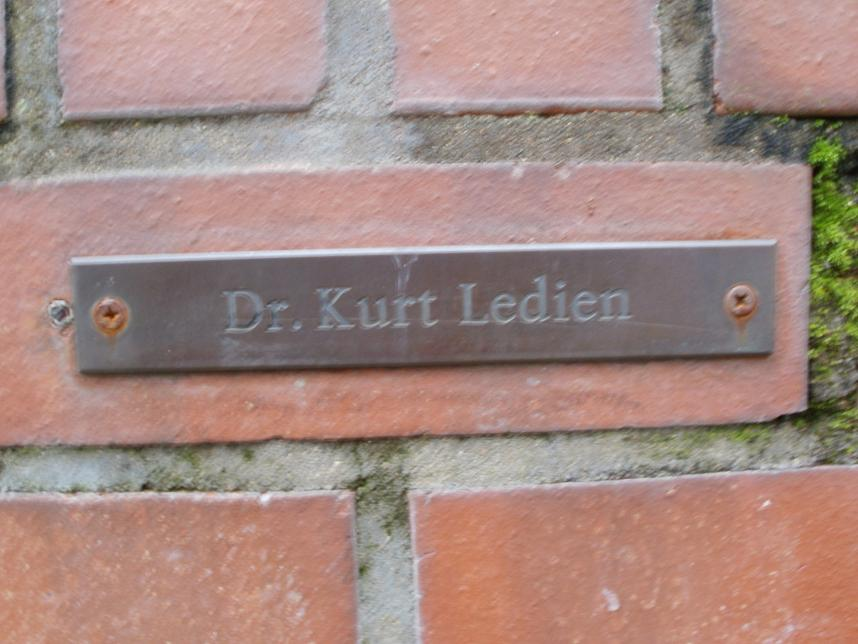
Namensschild an Gedenkstätte in Hamburg-Niendorf

An Kurt Ledien erinnern heute zwei Stolpersteine, einer vor seinem letzten Wohnort am Hohenzollernring 34 in Altona und einer vor dem Ziviljustizgebäude am Sievekingplatz in Hamburg-Neustadt. Das Mahnmal Weiße Rose in Hamburg-Volksdorf und die Skulptur Tisch mit 12 Stühlen in Hamburg-Niendorf beziehen ihn ebenfalls in das Gedenken ein. In Hamburg-Niendorf ist zudem seit 1981 eine Straße nach ihm benannt.